# バスケットボールスイス代表
バスケットボールスイス代表（Switzerland national basketball team）は、スイスバスケットボール連盟により国際大会に派遣されるバスケットボールのナショナルチームである。

## 歴史
1935年の第1回ユーロバスケットで4位となり、五輪にもベルリンより3度連続出場していた。しかし、その後は低迷が続き、世界選手権には出場できていない。

## 主な国際大会成績

### オリンピック
- 1936年 － 9-14位
- 1948年 － 21位
- 1952年 － 17-23位

### W杯の成績
- 出場なし

### ユーロバスケットの成績
- 4位（1935）